# ماهی پوزه‌خرگوشی
ماهی پوزه‌خرگوشی (نام علمی: Myxocyprinus asiaticus) یا شارک پوزهخرگوشی از ماهیان محبوب آکواریومی آب شیرین است. این ماهی به خانواده مکندگان تعلق دارد. طول پوزه‌خرگوشی‌ها تا ۰٫۹۱ متر می‌رسد و به این خاطر برای آکواریوم‌های خانگی مناسب نیست. به این ماهی «کوسه چینی باله‌بلند نواری» نیز گفته شده است.
آنها را از جمله ماهیان کفزی به‌شمار می‌آورند که شنا و تحرک کمی دارند. آنها لجن‌خوارهای بسیار مفیدی هستند. جلبک و خزه و گلسنگ را با دهان مکنده خود از روی سنگ‌ها پاک کرده و تغذیه می‌نمایند.
نرها در زمان بلوغ یک برآمدگی شبیه پستان روی سر، باله‌ها و لب دارند و ماده‌ها در زمان بلوغ شکم چاق‌تری دارند.
در طبیعت پوزه‌خرگوشی‌ها بعد از مهاجرت به آب‌های آرام در فصل تابستان به صورت گروهی تخم‌ریزی کرده و بعضی از گونه‌های آمریکایی در شرایطی که نر به شدت از تخم‌ها مراقبت کند تا ۵۰۰۰۰ تخم هم می‌گذارند.